# Firmin Abissi
Firmin Abissi, né le 25 septembre 1951, est un ancien boxeur béninois qui a représenté son pays aux Jeux Olympiques. Abissi a participé aux Jeux olympiques d'été de 1980 à Moscou et aux Jeux olympiques d'été de 1984 à Los Angeles.

## Biographie

### Carrière
Aux Jeux olympiques de 1980, Abissi a concouru dans la division masculine des poids coq et a été éliminé au deuxième tour par Ryszard Czerwiński de Pologne. Quatre ans plus tard, aux Jeux olympiques de 1984, il a de nouveau concouru dans la division masculine des poids coq et a été éliminé au deuxième tour, cette fois par Barbar Ali Khan du Pakistan.
Abissi a eu l'honneur de porter le drapeau du Bénin lors de la cérémonie d'ouverture des Jeux olympiques d'été de 1984.